# Limite de escoamento
Limite de escoamento, também chamado de tensão de cedência ou tensão de limite elástico (em Portugal), ou tensão de escoamento (no Brasil), ou ainda limite de elasticidade aparente, é a tensão máxima que o material suporta ainda no regime elástico de deformação, se houver algum acréscimo de tensão o material não segue mais a lei de Hooke ({\displaystyle T=E.k}) e começa a sofrer deformação plástica (deformação definitiva). Onde k é o módulo de elasticidade ou módulo de Young.
O limite de escoamento é o ponto onde começa o fenômeno escoamento, a deformação irrecuperável do corpo de prova, a partir do qual só se recuperará a parte de sua deformação correspondente à deformação elástica, resultando uma deformação irreversível. Este fenômeno se situa logo acima do limite elástico, e se produz um alongamento muito rápido sem que varie a tensão aplicada em um ensaio de tração. Mediante o ensaio de tração se mede esta deformação característica que nem todos os materiais experimentam.
Até o ponto de escoamento o material se comporta elasticamente, seguindo a lei de Hooke, e portanto pode ser definido o módulo de Young. Nem todos os materiais elásticos tem um limite de escoamento claro, ainda que em geral seja bem definido na maior parte dos metais.
O fenômeno de escoamento se dá quando as impurezas ou os elementos de liga bloqueiam os deslocamentos da rede cristalina impedindo seu deslizamento, processo mediante o qual o material se deforma plasticamente.
Alcançado o limite de escoamento se chegam a liberar os deslocamentos, produzindo-se uma deformação acentuada. A deformação neste caso também é distribuída uniformemente por toda a amostra, mas concentrando-se nas áreas que tenham sido feitas para liberar os deslocamentos (banda de Lüders). Nem todos os materiais exibem este fenômeno, no caso da transição a partir da qual a deformação elástica e plástica do material não seja vista claramente.
É mostrado graficamente na curva tensão-deformação obtida após ensaio de tração: o período de escoamento se situa em 2.

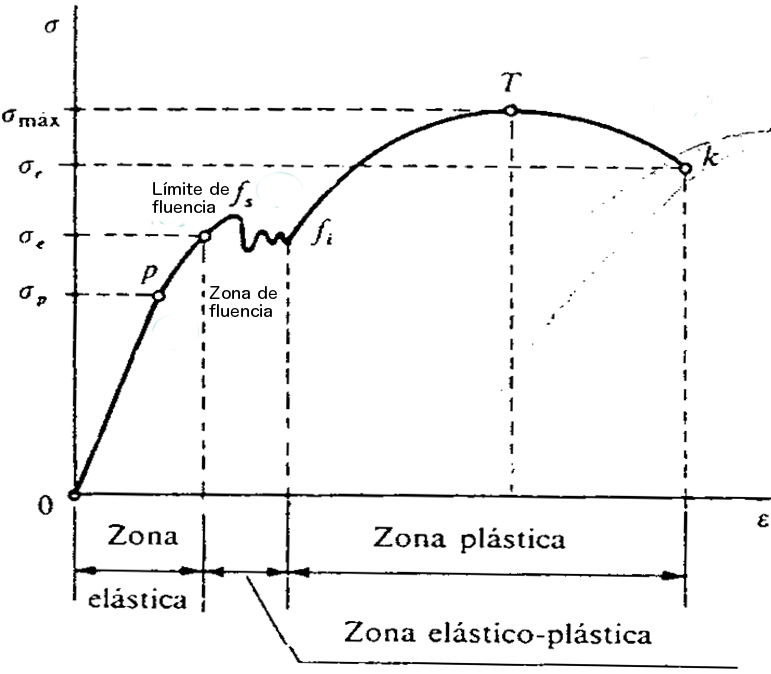
Diagrama de tração de aço.